# Tatort: LU
LU ist ein Fernsehfilm aus der Krimireihe Tatort. Der vom Südwestrundfunk produzierte Beitrag ist die 966. Tatort-Episode und wurde am 13. Dezember 2015 im Ersten Programm der ARD erstgesendet. Das Ludwigshafener Ermittlerduo Odenthal und Kopper ermittelt seinen 54. gemeinsamen Fall.
Die Folge trägt als Titel das amtliche Kfz-Kennzeichen von Ludwigshafen am Rhein, das zugleich mit dem Vornamen der von Jürgen Vogel gespielten Rolle des Geldeintreibers Lu Wolff übereinstimmt.

## Handlung
Der mutmaßliche Auftragsmörder Sergej Radev Nikolov wird in Ludwigshafen tot aufgefunden. Er war vor 15 Jahren schon einmal in den Mord an einem Chemiker in der Stadt verwickelt gewesen. Johanna Stern untersucht zunächst genauer den Fall aus 1999. Dabei trifft sie mit Lena Odenthal und Mario Kopper auf Dr. Mark Moss, der kurz vor seiner Beförderung in dem Chemie-Werk steht, in dem sich der Mord 15 Jahre zuvor ereignet hatte.
Während Johanna Stern den Aussagen von Moss Glauben schenkt, zweifelt Lena Odenthal an seiner Glaubwürdigkeit. Bei ihren Ermittlungen läuft ihr mehrmals derselbe Mann über den Weg.
Während einer Observation von Mark Moss vor einem Hotel bemerken Odenthal und Kopper, dass wenige Sekunden, nachdem Mark Moss das Hotel verlassen hat, ein Mann, der einen Parka trägt, folgt. Lena Odenthal und Mario Kopper vermuten einen Zusammenhang, weshalb sie sich aufteilen: Kopper folgt Moss und Odenthal dem Mann im Parka.
Als dieser sich in eine Unterführung im Ludwigshafener Hauptbahnhof begibt, richtet er eine Waffe auf einen Mann, der vor ihm läuft. Im letzten Moment kann Odenthal verhindern, dass dieser erschossen wird. Als der Mann im Parka flieht, folgt sie ihm und bemerkt im Vorbeigehen, dass es sich bei dem Mann, auf den geschossen werden sollte, um denjenigen handelt, der ihr bereits mehrmals über den Weg gelaufen ist. Bei ihrer Verfolgungsjagd ist Lena Odenthal nicht erfolgreich; der Mann im Parka entkommt.
Zunächst scheint sie auch den Bedrohten verloren zu haben, sieht diesen jedoch kurz darauf und nimmt ihn fest. Als sie Lu Wolff am Abend im Präsidium verhört, stellt sich heraus, dass dieser bis zum Jahr 1998 mehrere Straftaten begangen hat. Beim Verhör des Mannes stellt sich heraus, dass er Geldeintreiber war, diese Tätigkeit jedoch wegen steigender Brutalität bezüglich der Aufträge aufgegeben hat. Des Weiteren bemerkt Lena Odenthal, dass Lu Wolff eine Narbe in der linken Gesichtshälfte hat, die nach 1998, als die letzten Fotos von ihm gemacht wurden, entstanden sein muss. Sie ordnet an, neue Fotos schießen zu lassen.
Lena Odenthal vermutet einen Zusammenhang mit den Geschehnissen aus dem Jahr 1999. Am nächsten Tag muss sie sich vor Mario Kopper rechtfertigen: Johanna Stern hat ihm erzählt, dass Odenthal bei der Befragung Wolffs mit diesem geflirtet habe. Stern hält Wolff für den Hauptverdächtigen und will ihn observieren. Während die Observation scheitert, befragt Odenthal Charlotte, die ehemalige Betreiberin eines Szene-Clubs in Ludwigshafen. Diese zeigt sich wenig kooperativ, jedoch äußert sie, dass Lu Wolffs Geldeintreiber-Job aus 1999, bei dem es um eine große Summe Geld ging, aus dem Ruder gelaufen war und sein Assistent Michi sich dabei eine Behinderung zugezogen hat. Außerdem bringt sie in Erfahrung, dass die Narbe an Lu Wolffs Kopf durch diesen Auftrag zustande kam.
Lu Wolff besucht Michi und verspricht ihm, dass er sich um Mark Moss kümmert. Zunächst erschießt er den Mann im Parka, der ihn bereits in der Unterführung erschießen wollte. Somit ist die Person, die für Mark Moss die „Drecksarbeit“ erledigte, nun tot.
Lu Wolff veranlasst, dass Michi aus dem Standard-Krankenhaus in eine Luxus-Villa verlegt wird. Kurz nach Wolffs Abreise erscheint Mark Moss bei Michi und gibt sich vor der Pflegerin als sein Bruder aus. Kurz darauf treffen Odenthal und Kopper gleichzeitig mit Lu Wolff vor der Villa ein. Es kommt zu einem Schusswechsel: Michi schießt mit einer Waffe, die ihm Lu Wolff bereits in der Standard-Klinik zugesteckt hatte, auf Moss, dieser daraufhin auf Lu Wolff. Kopper schießt daraufhin ein weiteres Mal in den Bauch von Moss. Beide Männer sterben.
Durch seinen Schuss auf Moss rächt sich Michi an Moss: Er ist schuld, dass Michi behindert ist, da sein Partner ihn damals trat und schlug, sodass sein Gesicht verformt wurde.

## Hintergrund
Der Film wurde vom 8. April 2015 bis zum 12. Mai 2015 in Ludwigshafen, Baden-Baden und Karlsruhe gedreht.
Ein Großteil der Folge spielt am Berliner Platz in Ludwigshafen in der so genannten „Tortenschachtel“, einem 1960 eingeweihten runden Kaufhausgebäude, das zum Zeitpunkt der Dreharbeiten leer stand und nach Abschluss der Dreharbeiten noch im Jahr 2015 abgerissen wurde. Um den Berliner Platz wurde in der Bismarckstraße, darunter in der Shisha Lounge Moda, sowie der Bahnhofstraße und der angrenzenden Fußgängerzone gedreht. Weiter wurden als Kulisse das Europa Hotel am Ludwigsplatz, der Hauptbahnhof Ludwigshafen mit dessen Miniatur-Eisenbahnanlage in der Eingangshalle sowie das in Bahnhofsnähe befindliche Best Western Hotel in Szene gesetzt.
Bei dem „Rhein-Neckar-Chemiewerk“ handelt es sich um eine fiktive Firma, gedreht wurde nach Angaben der SWR-Sprecherin Annette Gilcher in einer Karlsruher Ölraffinerie und einem Chemiewerk in Rheinmünster. Die Szene, die in der Gartenanlage mit großem Gaskessel im Hintergrund spielt, wurde in Baden-Baden gedreht. Die Szene im Pflegeheim Ludwigshafen Maudach wurde in Bühl aufgezeichnet.
Im Vorfeld der Erstausstrahlung der Folge LU ließ Ulrike Folkerts, die bereits seit 26 Jahren als Kommissarin im Tatort zu sehen ist, in der Talkshow 3 nach 9 bei Radio Bremen verlautbaren, noch lange im Tatort ermitteln zu wollen: „Ich werde zur Miss Marple“. Sollte ihre Rolle der Lena Odenthal in den Ruhestand geschickt werden, so wolle sie die alten Fälle aufrollen.

## Rezeption

### Einschaltquoten
Die Erstausstrahlung von LU am 13. Dezember 2015 wurde in Deutschland von 9,47 Millionen Zuschauern gesehen und erreichte einen Marktanteil von 26,2 % für Das Erste. Damit wurde der Tatort an diesem Abend zum Tagessieger im deutschen Fernsehen.
In Österreich wurden 606.000 Zuschauer erreicht und damit eine durchschnittliche Reichweite von 8 % sowie ein Marktanteil von 20 % erzielt.
Auf SRF 1 wurde die Verleihung des SwissAward ausgestrahlt, weswegen der Tatort abweichend auf SRF zwei zu sehen war. In der Schweiz verfolgten 310.000 Zuschauer im Alter von über drei Jahren die Erstausstrahlung der Folge und bescherten ihr dadurch einen Marktanteil von 14,9 %. In der Gruppe der 15- bis 59-jährigen Zuschauer wurden 170.000 Zuschauer gezählt sowie ein Marktanteil von 13,4 % gemessen.

### Kritiken
Die Folge „gehört zu den besten 2015“, urteilt die Redaktion der Prisma. Jürgen Vogel überzeugt mit „wunderbar konzentriertem Spiel“, die Darstellung von Ulrike Folkerts sei „glaubhaft“ gelungen. Darüber hinaus „überzeugt ein dritter Hauptdarsteller: die Stadt Ludwigshafen“, die von Kameramann Jürgen Carle „als ein Zwitter aus Hölle und Aufbruch in die Architektur des 21. Jahrhunderts vorgeführt“ wird und als „Ort, wo Gewalt und Drogen in jeder Beton- und Baulücke nisten“, inszeniert wird. Der Auftritt von Ingrid van Bergen als „Puffmutter im Ruhestand“ könne dafür entschädigen, dass der „Zickenkrieg“ zwischen Lena Odenthal und ihrer Kollegin Johanna Stern „mit besseren Dialogen noch schöner geworden“ wäre.
Anstatt „die Zuschauer vor ein Rätsel stellen“ zu können, „löste sich [der Fall] einfach zu schnell auf“, urteilte Sascha Martens von den Westfälischen Nachrichten. Der von Jürgen Vogel gespielte „heimliche Held“ stellte „durch seine Biografie die mit Abstand interessanteste Figur“ dar. Die „gemeinsamen Szenen mit Kommissarin Odenthal […] gehörten aufgrund der knisternden Spannung zwischen den beiden zu den besten Momenten“, freute sich Martens. „Leider wirkte der überzeichnete, aalglatte Antagonist Dr. Mark Moss […] schon fast wie eine Karikatur“ und viele Dialoge klangen „auffallend künstlich“, so dass Äußerungen der Ermittlerin Johanna Stern „wie Sätze aus dem Lehrbuch“ wirkten. „Es gab schon bessere Folgen aus Ludwigshafen“ schließt Martens.

„Der auf zwei Zeitebenen spielende Plot […]  geht nicht immer ganz auf, aber wie Vogel als Gespenst eines untergegangenen Ludwigshafen durch die Stadt schwebt, das hat schon etwas. […] Und so führt Vogel zu einem an Nick Cave, Rowland S. Howard und die Birthday Party erinnernden Betonblues […] seinen ansehnlich lädierten Lu durch die eher unansehnlichen Ecken der BASF-Metropole spazieren; durch das menschenleere Fußgängertunnelsystem unter dem Hauptbahnhof etwa oder durch ein ebenso menschenleeres heruntergekommenes Einkaufszentrum.“

„Jürgen Vogel ist natürlich herrlich, man kann auch seinen mephistophelischen Hinterkopf schön zeigen, wenn die Story einen Hänger hat. Hat sie leider immer, die Bilder sind nur Fassade, und am schlimmsten ist der Zickenkrieg, den sich die Kommissarin Lena Odenthal […] seit ein paar Folgen mit ihrer streberhaften Kollegin Johanna Stern […] liefern muss. […] Und damit die Konfliktlinien auch derjenige mitkriegt, der nach einer Viertelstunde eingeschlafen ist (was manchmal eine Gnade sein kann), werden sie mit breitestem Pinsel nachgemalt.“